# Романенко, Анатолий Ефимович
Анато́лий Ефи́мович Романе́нко (род. 15 декабря 1928 года, Новопавловка) — учёный-медик, доктор медицинских наук (1982), профессор (1983). Академик НАМН Украины (1997). Член-корреспондент АМН СССР (1988). Министр здравоохранения УССР в 1975—1989 годах.

## Награды
- Орден Октябрьской революции (1975)
- Три ордена Трудового Красного Знамени
- Орден «Знак Почёта» (1961)

## Публикации
- «Проблемы и организационные принципы здравоохранения в условиях крупных коммунальных аварий на атомных электростанциях с позиций анализа медицинских последствий Чернобыльской катастрофы» (1999);
- «Эффективность организационных мероприятий по минимизации последствий Чернобыльской катастрофы» (1999);
- «Биологические эффекты низких доз облучения» (1999);
- «Радиационная медицина в объективной оценке последствий Чернобыльской катастрофы» (2000);
- «Солидные раки и рак щитовидной железы у подростков и взрослых на наиболее пострадавших территориях Украины после Чернобыльской катастрофы» (2004);
- «Chronic lymfoid leukemia in the eohort of clean up workers following the Chornobyl аccident (epidemiologic and hematologic aspects)» (2005).